# Эль-Батрун

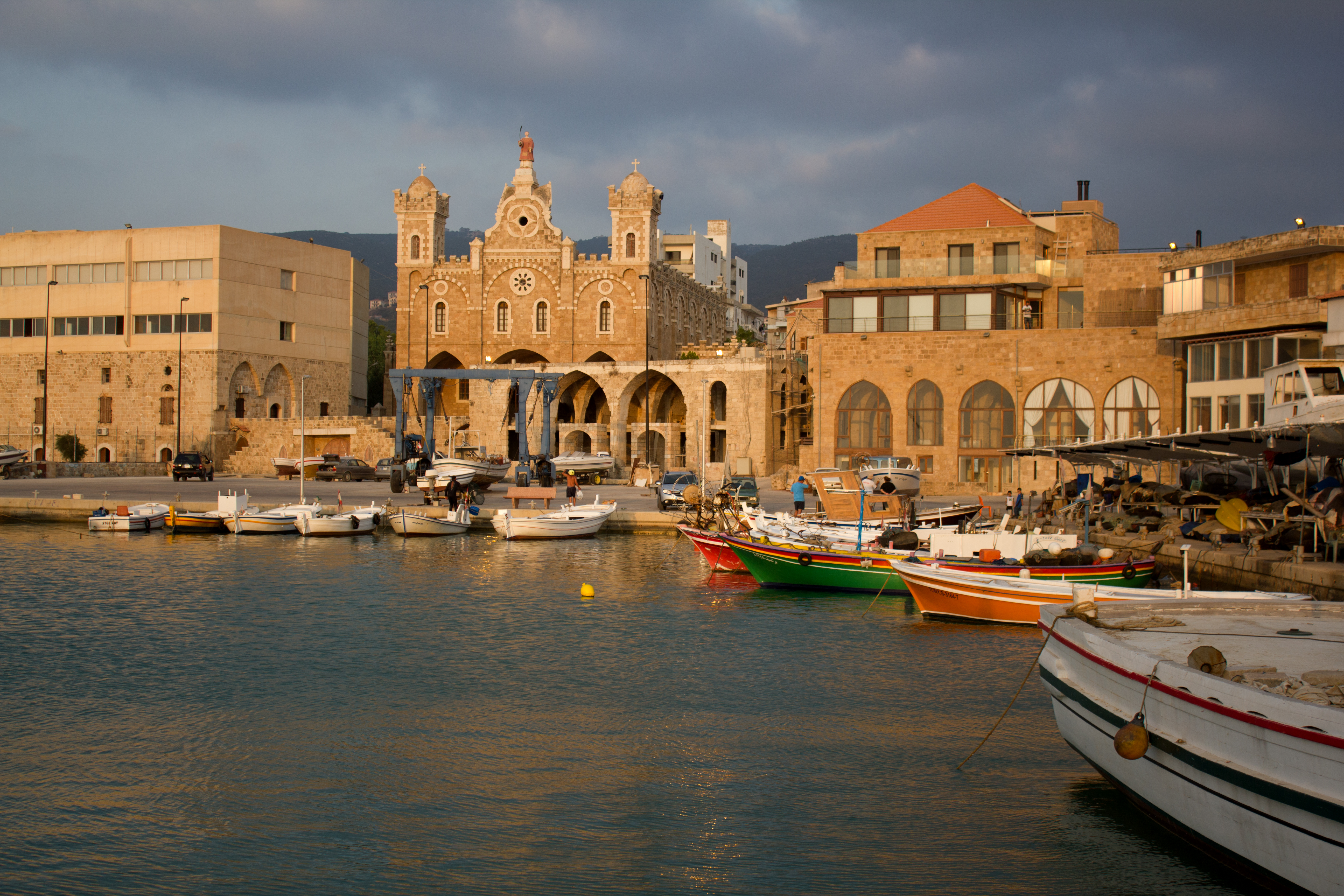
Порт в старой части города

Эль-Батрун, Ботрис (араб. البترون‎, др.-греч. Βοτρύς) — город на побережье Средиземного моря, расположенный на Севере Ливана. Один из древнейших городов мира. Название имеет греческое происхождение. Город был основан финикийцами на побережье, чуть севернее Библа.